# Ruchovtsi
Ruchovtsi (bulgariska: Руховци) är en ort i Bulgarien. Den ligger i kommunen Obsjtina Elena och regionen Veliko Tărnovo, i den centrala delen av landet, 210 km öster om huvudstaden Sofia. Ruchovtsi ligger 338 meter över havet och antalet invånare är 142.